# Flörsbach (Flörsbachtal)
Flörsbach ist neben Kempfenbrunn, Lohrhaupten und Mosborn ein Ortsteil der Gemeinde Flörsbachtal im Main-Kinzig-Kreis in Hessen.

## Geographie

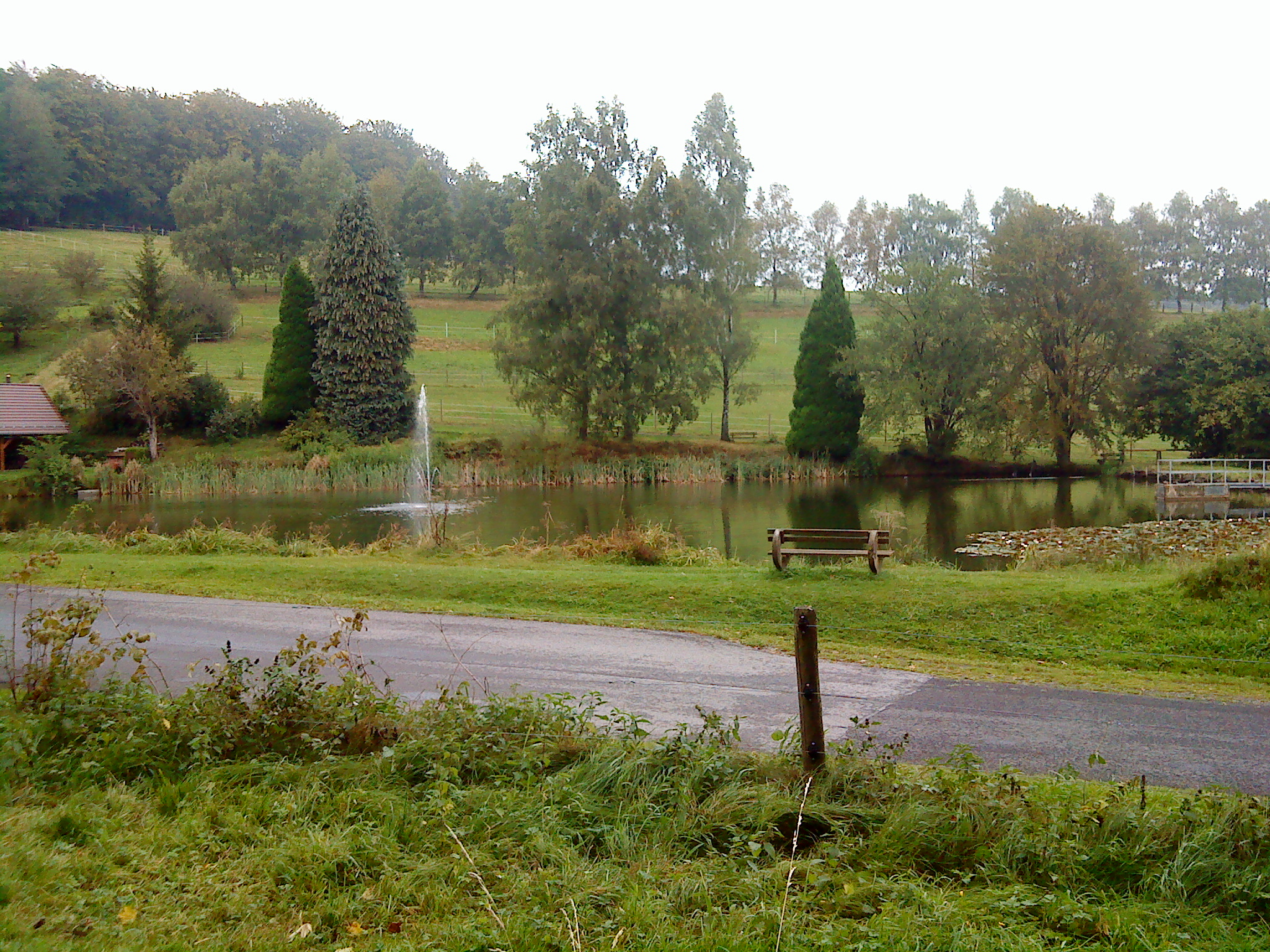
Die Quelle des Flörsbaches

### Geographische Lage
Der Ort liegt, von Wald umgeben, im Spessart am Hartgrundsee auf einer Höhe von 368 m über NN, 11,5 km südöstlich von Bad Orb. Eine landschaftliche Besonderheit ist das Wiesbüttmoor westlich des Ortes in Richtung Wiesen. Die Gemarkungs- und Landesgrenze zu Bayern verläuft hier durch den Wiesbüttsee. Durch Flörsbach verlief die Birkenhainer Straße, ehemals Via Exercitalis, in West-Ost-Richtung und am Wiesbüttmoor kreuzt diese in Nord-Süd-Richtung der Eselsweg, ein weiterer historischer Fernhandels- und heute touristischer Fernwanderweg.
Im Ort entspringt der namensgebende Flörsbach.

### Nachbargemeinden
Flörsbach grenzt im Norden an den Ortsteil Lettgenbrunn der Gemeinde Jossgrund, im Osten an den Ortsteil Lohrhaupten, im Südosten an den Markt Frammersbach und den Frammersbacher Forst (gemeindefreies Gebiet), im Süden an den Ortsteil Mosborn, im Südwesten an den Wiesener Forst  sowie im Nordwesten an Ortsteil Bieber der Gemeinde Biebergemünd.
| Ortsteil Bieber der Gemeinde Biebergemünd | Ortsteil Lettgenbrunn der Gemeinde Jossgrund | Ortsteil Pfaffenhausen der Gemeinde Jossgrund                       |
|                                           | Kompassrose, die auf Nachbargemeinden zeigt  | Ortsteil Lohrhaupten                                                |
| Wiesener Forst (gemeindefreies Gebiet)    | Ortsteil Mosborn                             | Markt Frammersbach und Frammersbacher Forst (gemeindefreies Gebiet) |

## Geschichte
Die älteste erhaltene Erwähnung des Dorfes stammt aus dem Jahr 1324, damals mit dem Ortsnamen Flerssbach. Die Grafen von Rieneck, später die zu Rieneck-Rothenfels, trugen den Ort von Kurmainz zu Lehen. Nach dem Tod des letzten Grafen der Linie Rieneck-Rothefels 1333 versuchte der Erzbischof von Mainz, es als erledigtes Lehen einzuziehen. Ein Manngericht sprach es jedoch 1339 dem Neffen des letzten Inhabers, Ulrich II. von Hanau, als Erben zu. Seitdem war es Bestandteil der Herrschaft und ab 1429 der Grafschaft Hanau, ab 1458 der Grafschaft Hanau-Münzenberg. In der Herrschaft Hanau gehörte es zunächst zum Amt Schwarzenfels, später zum Amt Lohrhaupten. Die Lage des Dorfes an den Fernhandelswegen Birkenhainer Straße und Eselsweg machte Flörsbach zu einem bedeutenden Kreuzungspunkt. Kirchlich war Flörsbach im Mittelalter eine Filiale von Kempfenbrunn.
Auch Flörsbach war vom Dreißigjährigen Krieg, insbesondere in den Jahren nach 1632, stark betroffen. Hier waren am Kriegsende von ehemals 34 Wohnbehausungen 29 zerstört. „Die Bewohner dieser zerstörten Häuser waren zum größten Teil entweder durch direkte Kriegseinwirkung oder deren Folge wie Hunger und Krankheit ums Leben gekommen“.
Nach dem Tod des letzten Hanauer Grafen, Johann Reinhard III., fielen Dorf und Amt 1736 – zusammen mit der ganzen Grafschaft Hanau-Münzenberg – an die Landgrafschaft Hessen-Kassel, aus der 1803 das Kurfürstentum Hessen wurde. Hier wurde das Amt Lohrhaupten mit der Verwaltungsreform des Kurfürstentums Hessen von 1821 aufgelöst, Flörsbach kam zu dem neu gebildeten Landkreis Gelnhausen. 1866 wurde das Kurfürstentum nach dem Deutsch-Österreichischen Krieg von Preußen annektiert und Flörsbach kam nach dem Zweiten Weltkrieg zum Land Hessen.
Im Zuge der Gebietsreform in Hessen bildete Flörsbach zusammen mit den Gemeinde Kempfenbrunn und Mosborn am 1. April 1972 die neue Gemeinde Flörsbachtal. Der Landkreis Gelnhausen ging 1974 im neu gebildeten Main-Kinzig-Kreis auf. Ortsbezirke wurden nicht gebildet.

## Bevölkerung

### Einwohnerentwicklung
Quelle: Historisches Ortslexikon
| • 1583: | huldigten 26 Mann                 |
| • 1633: | 34 Haushaltungen                  |
| • 1753: | 31 Haushaltungen mit 163 Personen |
| • 1812: | 39 Feuerstellen, 216 Seelen       |

| Flörsbach: Einwohnerzahlen von 1753 bis 2021 | Flörsbach: Einwohnerzahlen von 1753 bis 2021 | Flörsbach: Einwohnerzahlen von 1753 bis 2021 | Flörsbach: Einwohnerzahlen von 1753 bis 2021 | Flörsbach: Einwohnerzahlen von 1753 bis 2021 |
| --- | -------------------------------------------- | -------------------------------------------- | -------------------------------------------- | -------------------------------------------- |
| Jahr |                                              |                                              |                                              | Einwohner                                    |
| 1753 | 1753                                         |                                              | 163                                          | 163                                          |
| 1812 | 1812                                         |                                              | 216                                          | 216                                          |
| 1834 | 1834                                         |                                              | 284                                          | 284                                          |
| 1840 | 1840                                         |                                              | 300                                          | 300                                          |
| 1846 | 1846                                         |                                              | 308                                          | 308                                          |
| 1852 | 1852                                         |                                              | 319                                          | 319                                          |
| 1858 | 1858                                         |                                              | 333                                          | 333                                          |
| 1864 | 1864                                         |                                              | 345                                          | 345                                          |
| 1871 | 1871                                         |                                              | 349                                          | 349                                          |
| 1875 | 1875                                         |                                              | 352                                          | 352                                          |
| 1885 | 1885                                         |                                              | 311                                          | 311                                          |
| 1895 | 1895                                         |                                              | 332                                          | 332                                          |
| 1905 | 1905                                         |                                              | 358                                          | 358                                          |
| 1910 | 1910                                         |                                              | 363                                          | 363                                          |
| 1925 | 1925                                         |                                              | 355                                          | 355                                          |
| 1939 | 1939                                         |                                              | 325                                          | 325                                          |
| 1946 | 1946                                         |                                              | 480                                          | 480                                          |
| 1950 | 1950                                         |                                              | 469                                          | 469                                          |
| 1956 | 1956                                         |                                              | 372                                          | 372                                          |
| 1961 | 1961                                         |                                              | 379                                          | 379                                          |
| 1967 | 1967                                         |                                              | 403                                          | 403                                          |
| 1970 | 1970                                         |                                              | 425                                          | 425                                          |
| 2008 | 2008                                         |                                              | 661                                          | 661                                          |
| 2013 | 2013                                         |                                              | 653                                          | 653                                          |
| 2017 | 2017                                         |                                              | 657                                          | 657                                          |
| 2021 | 2021                                         |                                              | 625                                          | 625                                          |
| Datenquelle: Historisches Gemeindeverzeichnis für Hessen: Die Bevölkerung der Gemeinden 1834 bis 1967. Wiesbaden: Hessisches Statistisches Landesamt, 1968. Weitere Quellen: ; Gemeinde Flörsbachtal |                                              |                                              |                                              |                                              |

### Religionszugehörigkeit
Quelle: Historisches Ortslexikon
| • 1885: | 308 evangelische (= 99,04 %), 3 katholische (= 0,96 %) Einwohner  |
| • 1961: | 350 evangelische (= 92,35 %), 26 katholische (= 6,86 %) Einwohner |

## Sehenswürdigkeiten
- Die heute evangelische Pfarrkirche bestand bereits in der Zeit vor der Reformation. Ihren wichtigsten Kunstschatz, den Flörsbacher Altar, der der Tilman-Riemenschneider-Schule zugeschrieben wird, hat sie verloren. Möglicherweise wurde er im Zuge der Reformation entfernt. Von Graf Philipp Ludwig II. von Hanau-Münzenberg ist bekannt, dass er nach dem Glaubenswechsel hin zum reformierten Bekenntnis 1597 Ausstattungsstücke der römisch-katholischen Liturgie, die nun nicht mehr erforderlich waren, aus den Kirchen seines Landes entfernen ließ und zum Teil verkaufte. Der Altar befindet sich heute im Museum für Kunst- und Kulturgeschichte Marburg.
- Ein auffälliger Fachwerkbau mit steinernem Sockelgeschoss beherbergte seit dem 18. Jahrhundert das Forstamt, das bis 1968 bestand.
- An einem Dorfbrunnen am Feuerwehrhaus ist eine – heute stark verwitterte – Löwenskulptur angebracht (so genannter „Flörsbacher Löwe“).
- In der Ortsmitte, wo sich heute ein Denkmal für die Gefallenen des Ersten Weltkrieges befindet, steht ein weiterer Brunnen („Unterdorfer Brunnen“, datiert 1725), der 1920 bei Einweihung des Denkmals einen neuen Brunnenstock aus Sandstein erhielt.
- Durch Flörsbach wurde ein kulturhistorischer Lehrpfad angelegt.[6]

## Infrastruktur

### Verkehrsanbindung
Durch den Ort verläuft die Bundesstraße 276. Sie verbindet die Gemeinde im Süden mit Würzburg und im Norden mit den Gemeinden des Kinzigtales.

### Öffentliche Verkehrsmittel
Flörsbach und die Gemeinden von Flörsbachtals sind durch die Buslinien MKK 64 und MKK 80 an das Netz des öffentlichen Personennahverkehrs im Kinzigtal sowie die Bundesbahn angebunden. Darüber hinaus steht in Zeiten außerhalb der angebotenen Busverbindungen ein Anruf-Sammel-Taxi (AST) der Linie MKK 80A zur Verfügung.

## Persönlichkeiten

### Söhne und Töchter der Gemeinde
- Wilhelm Henß (1774–1833), deutscher Landrat
- Kevin Amend (* 1993), E-Sportler (geboren in Flörsbach)